# Polydactylus sexfilis

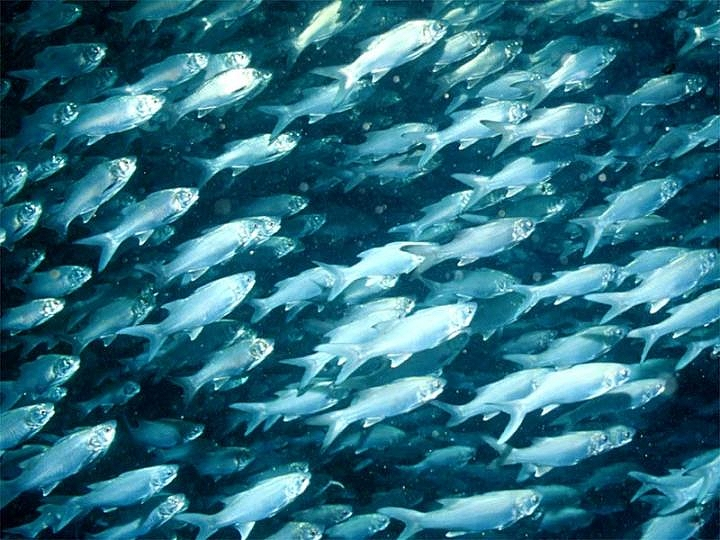
Un banc de Polydactylus sexfilis

Polydactylus sexfilis és una espècie de peix pertanyent a la família dels polinèmids.

## Descripció
- Pot arribar a fer 61 cm de llargària màxima[6] i 3.170 g de pes.[7]
- Cos de color argent daurat i, de vegades, amb diverses ratlles tènues fosques al llarg de les fileres d'escates longitudinals a ambdós costats de la línia lateral.
- 6 filaments pectorals (l'extrem del superior arriba lleugerament per damunt del nivell de l'extrem posterior de la part superior de l'aleta pectoral).
- 9 espines i 13 radis tous a l'aleta dorsal i 3 espines i 11 radis tous a l'anal.[8]

## Reproducció
És hermafrodita: els mascles assoleixen la maduresa sexual en arribar als 12-15 cm de llargària i esdevenen femelles en el moment que fan entre 18 i 24.

## Alimentació
Menja principalment crustacis (gambes i crancs), poliquets, d'altres invertebrats bentònics i, en menor grau, teleostis.

## Hàbitat
És un peix d'aigua dolça, marina i salabrosa, bentopelàgic, associat als esculls i de clima tropical (34°N-23°S, 50°E-148°W) que viu entre 1 i 50 m de fondària (normalment, entre 20 i 50).

## Distribució geogràfica
Es troba a la conca Indo-Pacífica: la Samoa Nord-americana, Bangladesh, Txagos, les illes Cook, la Polinèsia Francesa, Guam, les illes Hawaii, l'Índia, Indonèsia, el Japó (incloent-hi les illes Ogasawara), Kenya, les illes Maldives, les illes Marqueses, les illes Marshall, Maurici, la Micronèsia, Niue, Palau, Papua Nova Guinea, les illes Filipines, Pitcairn, Samoa, les illes Seychelles, Taiwan, Tailàndia, Tonga i les Tuamotu. És absent d'Austràlia.

## Observacions
És inofensiu per als humans i el seu potencial en aqüicultura ha estat estudiat.